# Kamień Trzech Granic
Przełęcz Kamień Trzech Granic (niem.  Drei Grenzen) – przełęcz (655 m n.p.m.) w południowo-zachodniej Polsce w Sudetach w Górach Sowich.
Przełęcz położona jest na północny zachód od miejscowości Srebrna Góra na Obszarze Chronionego Krajobrazu Gór Sowich i Bardzkich, w północno-zachodniej części Gór Sowich. Jest to wyraźnie obniżenie, o stromym zachodnim i mniej stromym wschodnim zboczu oraz długich stromych podejściach, wcinające się w gnejsowe podłoże, oddzielając Trześnik (756 m n.p.m.) po zachodniej stronie od Rozstaja (694 m n.p.m.) po wschodniej stronie. Obszar przełęczy całkowicie porośnięty jest lasem regla dolnego. Znajduje się tam skrzyżowanie kilku dróg leśnych. Południowym podejściem spod przełęczy płynie górski potok.
Na przełęczy od 1730 znajduje się okazały trójboczny kamień z wykutymi herbami dawnych właścicieli posiadłości oraz nazwami najbliższych miejscowości. Kamień postawiono dla upamiętnienia zbiegu granic posiadłości trzech  właścicieli: unii cystersów z opactwa w Henrykowie i Zirc (od południa; z rokiem A 1730 i nazwą niem. Raschgrund czyli Dolina Chyżego Potoku), hrabiego von Haugwitza (od wschodu; z nazwą niem. Raschdorf czyli Jemna) oraz hrabiego von Nimpstcha (od północy; z nazwą niem. Lampersdorf czyli Grodziszcze). Ma on postać ostrosłupa z utrąconym wierzchołkiem, na którym znajduje się cyfra „1”, wskazująca zapewne późniejsze zastosowanie jako słupka granicznego działek. Jest to jeden z okazalszych dawnych kamieni granicznych w Sudetach.

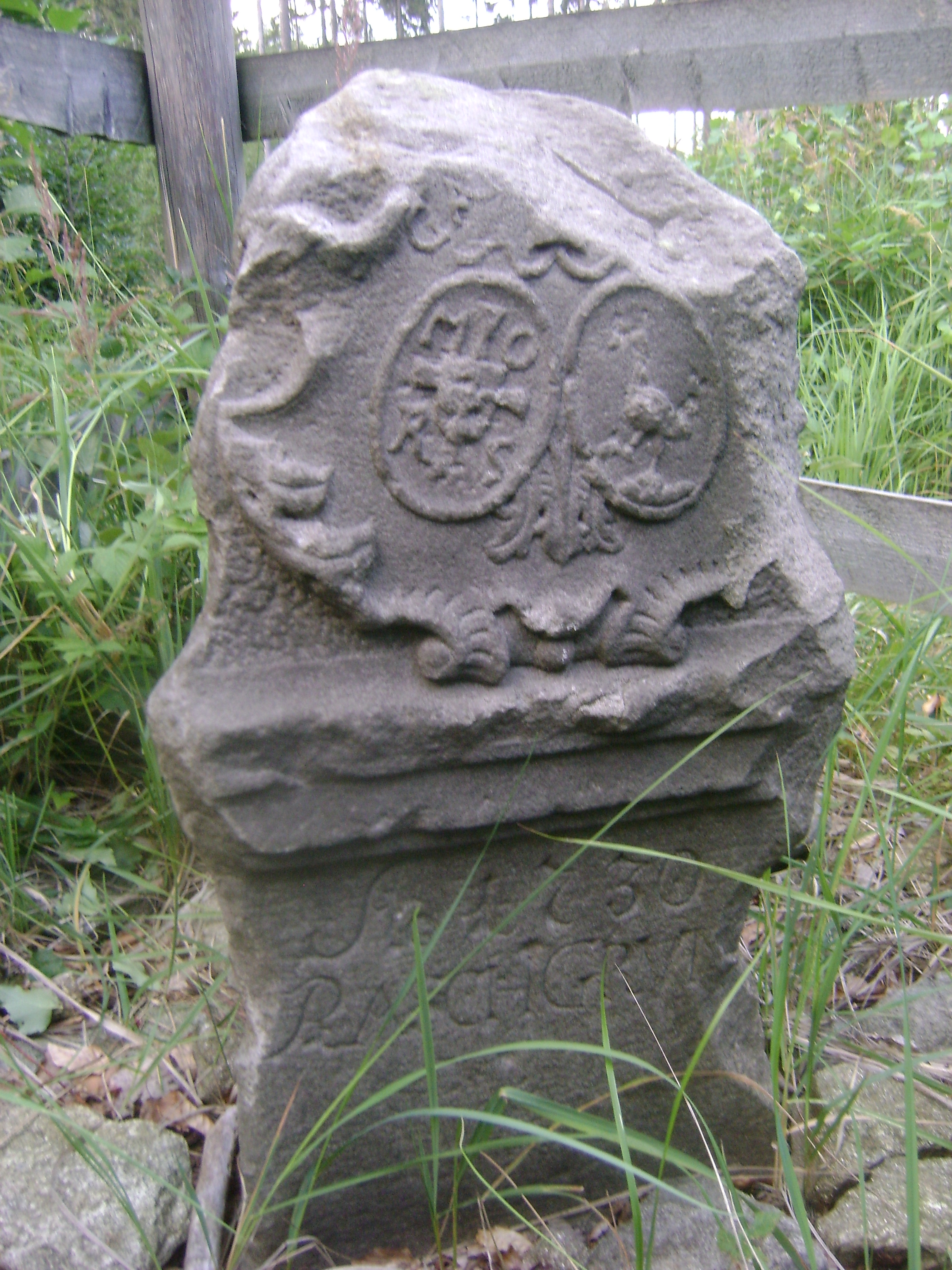
Herby opactw w Henrykowie i Zirc
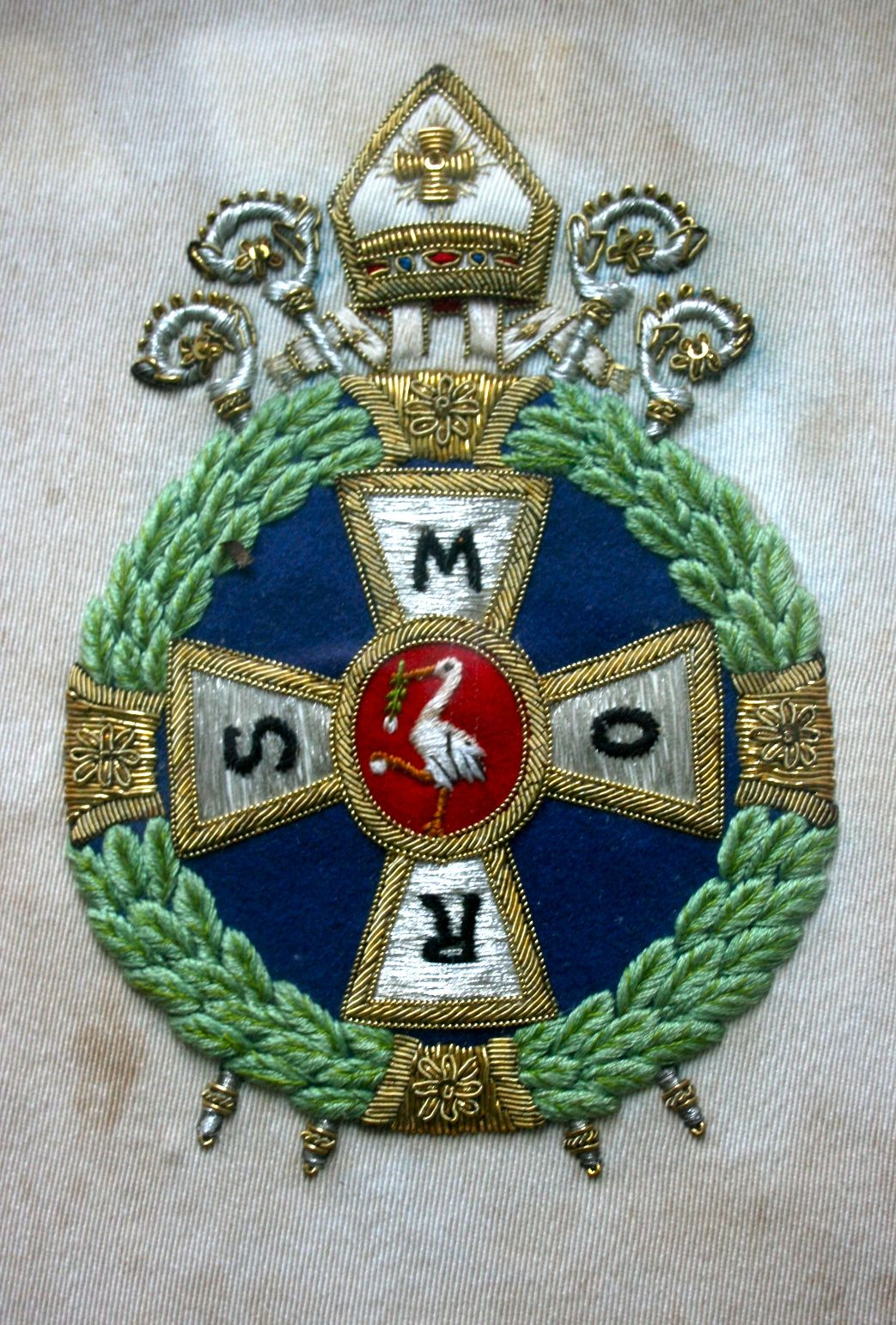
Herb opactwa z żurawiem z Zirc
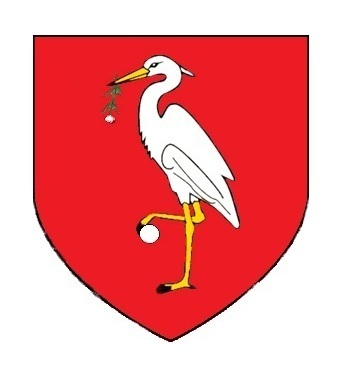
Herb opactwa w Zirc
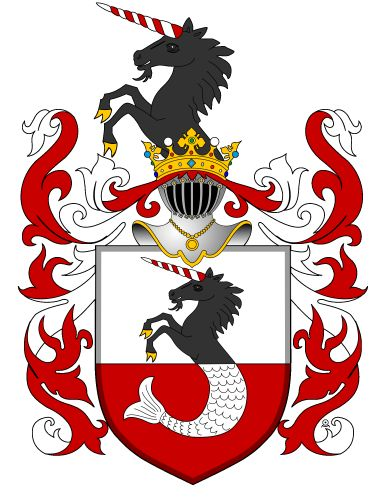
Herb von  Nimptsch
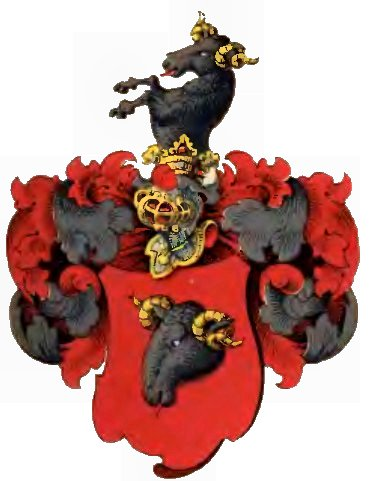
Herb von Haugwitz